# Alma Cero
Alma Cero Delgado Quintero (Ciudad de México, 8 de agosto de 1975), conocida simplemente como Alma Cero; es una actriz, comediante, presentadora y cantante mexicana.   
Conocida por interpretar a "Rosa Aurora" en la comedia María de Todos los Ángeles y por coanimar el programa de humor, música y entretenimiento Sabadazo, su madre es la fallecida actriz de doblaje, teatro y bailarina mexicana Patricia Quintero.

## Biografía
Alma Cero estudió música, danza y taller escénico en el INBA. Posteriormente ingresó a estudiar actuación en el CEA de Televisa.
Al egresar, participó en sketches y varios programas de comedia como actriz de reparto, destacando por su atractivo físico.
En 2008 se integra al elenco en la serie de televisión María de Todos los Ángeles interpretando al personaje de "Rosa Aurora", al lado de Mara Escalante, Ariel Miramontes, Beng Zeng, Carlos Cobos y Pedro Romo. La serie estuvo al aire en 2009 en su primera temporada y en 2013 se realizó la segunda, donde continuó con su personaje.
En 2014, participó en la cobertura de la Copa Mundial de Fútbol de 2014 junto con Adrián Uribe, Los Mascabrothers y otros. 
Desde octubre de 2010 hasta su salida en mediados de 2015, participó como comediante en el programa de entretención, música y humor Sabadazo, además, compartió conducción con la modelo y actriz argentina Cecilia Galliano, el humorista y también actor y cantante Omar Chaparro y la periodista de espectáculos Laura G.
En 2017 se unió a TV Azteca para la telenovela de estilo cómico 3 familias, donde protagoniza junto a Carlos Espejel.
En 2018 regresa a Televisa, luego de su participación en 3 familias.
A partir de su regreso ha participado en algunas comedias como Albertano contra los mostros y El príncipe del barrio.

## Trayectoria

### Conducción
- Tumba Burros
- Cobertura Mundial 2014 (Televisa Deportes) - Como Rosa Aurora
- Estrella2 (2013)
- Desmadruga2 (2012)
- Sabadazo (2010-2016) - Como Rosa Aurora/La Rouss
- Par de Ases
- La jaula
- No manches (2006-2007)
- Incógnito (2006)
- Telehit (2006)
- El Naucalpan son machín

### Telenovelas
- Porque el amor manda  (2013)
- La tempestad (2013)
- 3 familias (2017-2018) - Isabela "Chabela" Bravo de Barrio
- Minas de pasión (2023) - Gigí Quintana[5]

### Series
- María de Todos los Ángeles (2009-2014) - Rosa Aurora Santa Cruz
- Parodiando (2013) Juez Invitada - como Rosa Aurora
- Como dice el dicho (2013) - Selene
- Burócratas (2020) - Dolores "Lola" Hernández
- Perdiendo el juicio (2021) - Rosa Aurora Santa Cruz[6]
- Albertano contra los mostros (2022) - Rosa Aurora Santa Cruz[7]
- Inseparables: amor al límite (2022) - Ella misma[8]
- El Junior: El Mirrey de los Capos (2023)[9]
- El príncipe del barrio (2023-2024) - La Jarocha[10][11]
- Gloria Trevi: ellas soy yo (2023) - Ninón Sevilla

### Cine
- La derrota